# Devoirs de Bretagne
 (avril 2014).
Si vous disposez d'ouvrages ou d'articles de référence ou si vous connaissez des sites web de qualité traitant du thème abordé ici, merci de compléter l'article en donnant les références utiles à sa vérifiabilité et en les liant à la section « Notes et références ».
En France, sous l'Ancien Régime, les devoirs sont des droits d'Aides, spécifiques à la Bretagne, qui portent sur la vente et la consommation des boissons alcoolisées.
Les droits perçus au profit de la province sont :
- le « grand devoir » et son « augmentation » du tiers, taxant la consommation
- le « petit devoir » portant sur le commerce de gros.

Selon la provenance des vins, les droits sont différents et perçus par barrique d'une contenance de 300 litres :
- pour les vins produits hors de la Bretagne, l'ensemble des devoirs est de 31 livres ;
- pour les vins bretons consommés en dehors de l’évêché de production les taxes sont de 20 livres ;
- pour les vins bretons bus dans l'évêché de production, les taxes sont de 11 livres environ ;
- La bière, le cidre et le poiré sont taxés à 7 livres la barrique.

Vu la prolifération des diocèses en Bretagne (9 diocèses) ces droits sont très fructueux et constituent la principale source de revenus pour les États provinciaux
La Bretagne reverse au roi le don gratuit d'environ un million de livres en temps de paix, la moitié plus en temps de guerre.
En même temps sont perçus des droits d’« Aides » au profit du roi : « l'impôt et le billot ». Pour les différentes catégories de vins ils sont respectivement de 22 sous et 11 sous la barrique. En sont exemptés certains seigneurs et les établissements religieux.
L'ensemble de ces droits est affermé pour deux ans. Ils rapportent 6 millions de livres vers 1690, et 9 millions en 1788.